# Мадрігалехо
Мадрігалехо (ісп. Madrigalejo) — муніципалітет в Іспанії, у складі автономної спільноти Естремадура, у провінції Касерес. Населення — 1932 особи (2010).
Муніципалітет розташований на відстані близько 220 км на південний захід від Мадрида, 75 км на південний схід від Касереса.

## Демографія
Динаміка населення (INE ):